# Martin Wirsing
Martin Wirsing (né le 24 décembre 1948 à Bayreuth en Allemagne) est un informaticien allemand et professeur à l'Université Louis-et-Maximilien de Munich (Ludwig-Maximilians-Universität München, abrégé en LMU) en Allemagne. De 2010 à 2019, il est vice-président de la  LMU. 

## Biographie
Martin Wirsing fait des études de mathématiques à l'université Louis-et-Maximilien de Munich et à l’université Paris 7. En 1976, il soutient une thèse de doctorat à la LMU, supervisée par Kurt Schütte, et intitulée Das Entscheidungsproblem der Prädikatenlogik mit Identität und  Funktionszeichen (Le problème de décision de la logique des prédicats avec identité et symboles fonctionnels).
En 1975, il commence des recherches en informatique dans le groupe de Friedrich L. Bauer à l’université technique de Munich où, en 1984, il soutient son habilitation en informatique.
En 1985, il est nommé professeur titulaire de chaire en informatique à l'université de Passau, puis en 1992 professeur titulaire de chaire à l'université Louis-et-Maximilien de Munich, où il dirige le groupe de recherches en programmation et génie logiciel jusqu’en 2015.
En 2016, il reçoit un doctorat honoris causa du Royal Holloway College de l'université de Londres. En 2022, il reçoit la Croix du Service allemande.

## Responsabilités scientifiques
Martin Wirsing est membre de plusieurs conseils scientifiques d'organismes académiques dans divers pays d'Europe : Université de Bordeaux, Institut Mines-Télécom, IMDEA Software Madrid, Max-Planck-Institut für Psychiatrie München. Il était membre du conseil scientifique de l’INRIA dont il était le président de 2007 à 2010. 
Martin Wirsing est membre du comité éditorial de plusieurs journaux scientifiques, notamment Theoretical Computer Science, International Journal of Software and Informatics et Electronic Proceedings in Theoretical Computer Science.

## Recherche
Martin Wirsing est connu pour ses contributions à la spécification algébrique et aux méthodes formelles de développement de programmes. Ses intérêts de recherches actuels incluent le génie logiciel des systèmes adaptatifs et la numérisation des universités. De 2006 à 2015, il était le coordinateur des projets européens intégrés (IP) SENSORIA (2006-2010) sur le génie logiciel des systèmes orientés service et de ASCENS (2010-2015) sur des systèmes autonomes collectifs.

## Publications
Articles (sélection)
- Martin Wirsing, « Kleine unentscheidbare Klassen der Prädikatenlogik mit Identität und Funktionszeichen », Archiv für mathematische Logik und Grundlagenforschung, vol. 19, nos 1-2,‎ 1978, p. 97-109
- Manfred Broy, Martin Wirsing et Claude Pair, « A Systematic Study of Models of Abstract Data Types », Theoretical Computer Science, vol. 33,‎ 1984, p. 139-174
- Martin Wirsing, « Structured algebraic specifications: A kernel language », Theoretical Computer Science, vol. 43,‎ 1986, p. 123-250
- Martin Wirsing, « Algebraic Specification », dans J. van Leeuwen (éditeur), Handbook of Theoretical Computer Science, Amsterdam: North-Holland, 1990, 675-788 p. (ISBN 978-0444880741)
- Pietro Cenciarelli, Alexander Knapp, Bernhard Reus et Martin Wirsing, « An Event-Based Structural Operational Semantics of Multi-Threaded Java », dans Jim Alves-Foss (éditeur), Formal Syntax and Semantics of Java, vol. 1523, Lecture Notes in Computer Science, Berlin: Springer, 1999, 157-200 p. (ISBN 978-3-540-48737-1)
- Jonas Eckhardt, Tobias Mühlbauer, Musab AlTurki, José Meseguer et Martin Wirsing, « Stable Availability under Denial of Service Attacks through Formal Patterns », dans Juan de Lara, Andrea Zisman (éditeurs), Fundamental Approaches to Software Engineering - 15th International Conference, FASE 2012, vol. 7212, Lecture Notes in Computer Science, Berlin:  Springer, 2012, 78-93 p. (ISBN 978-3-642-28871-5)
- Lenz Belzner, Rolf Hennicker et Martin Wirsing, « OnPlan: A Framework for Simulation-Based Online Planning », dans Christiano Braga, Peter Csaba Ölveczky (éditeurs), Formal Aspects of Component Software - 12th International Conference, FACS 2015, Niterói, Brazil, October 14-16, 2015, Revised Selected Papers, vol. 9539, Lecture Notes in Computer Science, Berlin:  Springer, 2016, 1-30 p. (ISBN 978-3-319-28933-5)

Livres
- (en) Iman Poernomo, John N. Crossley et Martin Wirsing, Adapting Proofs-as-Programs : The Curry--Howard Protocol, New York, Monographs in Computer Science, Berlin: Springer, 2005, 420 p. (ISBN 978-0-387-23759-6, lire en ligne).
- (de) Matthias Hölzl, Allaithy Raed et Martin Wirsing, Java kompakt : Eine Einführung in die Software-Entwicklung mit Java., Dordrecht, Springer, 2013, x+252 (ISBN 978-3-642-28504-2, DOI 10.1007/978-3-642-28504-2, lire en ligne).
- (de) Friedrich L. Bauer et Martin Wirsing, Elementare Aussagenlogik, Springer, 1991, 228 p. (ISBN 978-3-540-52974-3 et 3540529748).

Édition de livres
- Martin Wirsing, Jean-Pierre Banatre, Matthias Hölzl et Axel Rauschmayer (éditeurs), Software-Intensive Systems and New Computing Paradigms : Challenges and Visions, vol. 5380, Lecture Notes in Computer Science, Berlin: Springer, 2008, 265 p. (ISBN 978-3-540-89436-0, lire en ligne)
- Martin Wirsing, Matthias Hölzl (éditeurs), Rigorous Software Engineering for Service-Oriented Systems : Results of the SENSORIA Project on Software Engineering for Service-Oriented Computing, vol. 6582, Lecture Notes in Computer Science, Berlin:  Springer, 2011, 737 p. (ISBN 978-3-642-20400-5, lire en ligne)
- Martin Wirsing, Matthias Hölzl, Nora Koch et Philip Mayer  (éditeurs), Software Engineering for Collective Autonomic Systems : Results of the ASCENS Project, vol. 8998, Lecture Notes in Computer Science, Berlin:  Springer, 2015, 533 p. (ISBN 978-3-319-16309-3)